# Cosmogramma (Flying Lotus)
Cosmogramma è il terzo album ufficiale del musicista statunitense Flying Lotus, uscito il 3 maggio 2010 sotto l'etichetta Warp Records. Il titolo deriva dall'aver capito male la parola "cosmic drama" pronunciata durante una lettura Ashram della sua prozia Alice Coltrane, trasformandala in "cosmogramma".
Il disco vede un'importante collaborazione, quella con Thom Yorke, voce del gruppo musicale Radiohead.

## Tracce
1. Clock Catcher – 1:12
2. Pickled! – 1:59
3. Nose Art – 1:58
4. Intro // A Cosmic Drama – 2:48
5. Zodiac Shit – 1:11
6. Computer Face // Pure Being – 2:33
7. ...And the World Laughs with You (feat. Thom Yorke) – 2:55
8. Arkestry – 2:51
9. MmmHmm (feat. Thundercat) – 4:15
10. Do the Astral Plane – 3:58
11. Satelllliiiiiiiteee – 3:49
12. German Haircut – 1:57
13. Recoiled – 3:37
14. Dance of the Pseudo Nymph – 2:47
15. Drips/Auntie's Harp – 2:10
16. Table Tennis (feat. Laura Darlington) – 3:02
17. Galaxy in Janaki – 2:28

## Crediti
- Brian Martinez – chitarra (traccia 16)
- Dorian Concept (Oliver Thomas Johnson) – tastiere (traccia 11)
- Laura Darlington – voce (traccia 16)
- Low Leaf – tastiere (traccia 14)
- Miguel Atwood-Ferguson – archi e arrangiamenti di archi (tracce 4, 5, 10, 15, 17)
- Niki Randa – voce (traccia 4)
- Ravi Coltrane – sax tenore (tracks 8, 12)
- Rebekah Raff – arpa (tracce 1, 4, 5, 8, 12, 13, 15, 17)
- Richard Eigner – batterie (traccia 12)
- Thom Yorke – voce (traccia 7)
- Thundercat (Stephen Bruner) – basso (tracce 2, 4, 5, 7, 9, 11, 14, 17), voce (tracce 9, 14)
- Todd Simon – tromba (traccia 10)

### Personale tecnico
- Flying Lotus – produttore, ingegnere del suono
- Daddy Kev – mastering
- Leigh J. McCloskey – artwork
- Brandy Flower – design